# Toua-Tunnel
Der Toua-Tunnel ist der mittlere Kreiskehrtunnel der Albulabahn auf dem Abschnitt Bergün-Preda im Kanton Graubünden (Schweiz). Er hat eine Länge von 677 Metern und ist damit der viertlängste Tunnel der gesamten Albulabahn (nach dem Albulatunnel, Greifenstein- und dem Solis-Tunnel). Die insgesamt drei Kreiskehrtunnel und vier Albulaviadukte (Querung des Tales) gewähren den Gewinn von Höhe, ohne die eine Adhäsionsbahn nicht möglich wäre. Speziell ist der Umstand, dass der Toua-Tunnel und der Zuondra-Tunnel direkt lotrecht übereinander in dieselbe Bergflanke getrieben wurden.

Luftaufnahme mit Tunnelportal im Zentrum (1954)
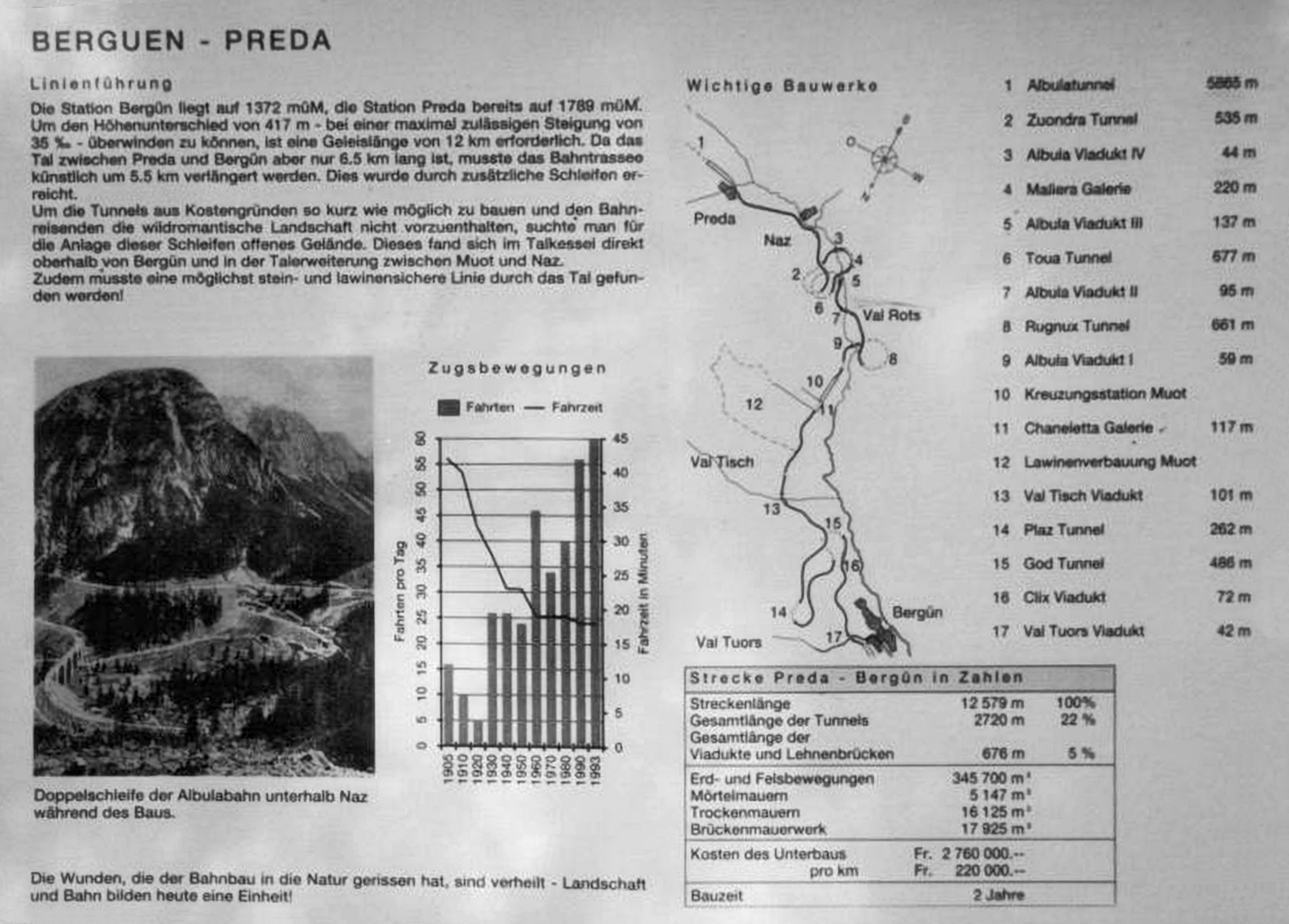
Streckenverlauf (Hinweisschild am Bahnlehrpfad)